# 재팬 마린 유나이티드
재팬 마린 유나이티드 주식회사(일본어: ジャパン マリンユナイテッド株式会社, Japan Marine United Corporation, JMU)는 2013년 1월 1일에 유니버설 조선 주식회사와 주식회사 IHI 마린 유나이티드가 합병해 탄생한 일본의 조선 회사이다.

## 연혁
- 2013년 1월 1일 - 유니버설 조선 주식회사와 주식회사 IHI 마린 유나이티드가 합병하여 발족한 회사이다. 출자 비율은 JFE 홀딩스가 45.93%, IHI가 45.93%, 히타치 조선이 8.15%이다.

## 사업소
- 아리아케 사업소
- 구레 사업소 - 전 구레 해군 공창
- 쓰 사업소
- 마이즈루 사업소 - 전 마이즈루 해군 공창
- 요코하마 사업소 (이소 공장, 츠 루미 공장)
- 인노시마 공장 - 원래 히타치 조선
- 기술 연구소